# River Welland
River Welland är ett vattendrag i Storbritannien.   Det ligger i riksdelen England, i den sydöstra delen av landet, 150 km norr om huvudstaden London.